# Pierre Schavye
Pierre-Corneille Schavye, né le 30 octobre 1796 et mort en 1872, est un relieur et militaire belge.

## Biographie
Pierre Schavye exerça le métier de relieur d'art à Bruxelles de 1819 à 1860. Il fut relieur du roi Guillaume des Pays-Bas et ensuite celui du roi Léopold Ier de Belgique. Il exécuta également plusieurs travaux pour la Bibliothèque royale de Belgique.
Il était déjà présent lors de l'exposition des produits de l'industrie de Bruxelles en juillet 1830.
Ayant participé comme volontaire au Parc de Bruxelles à la révolution, il reçut le 19 janvier 1832 le titre "major à la retraite" et reçut une pension de cent florins par mois passée hélas à cent francs belges et ceci jusqu'à la fin de sa vie.  Le 2 avril 1835, il est décoré de la croix de fer (Belgique).  La même année, il participe à la première exposition des produits de l'industrie belge.
Ayant redécouvert et étudié les styles anciens, son œuvre se caractérise par la création de reliures d'un style gothique très élaboré.
Son célèbre portrait par Charles Baugniet est daté de 1841.
Pierre Schavye et son fils, Josse, lui aussi relieur d'art, réunirent une importante collection d'ouvrages sur l'histoire de la reliure.
Tardif le Limaçon était le surnom de Pierre Schavye au sein de la Société des agathopèdes, société secrète, savante et gaudriolesque dont il fit partie.

Quelques reliures de Pierre-Corneille Schavye
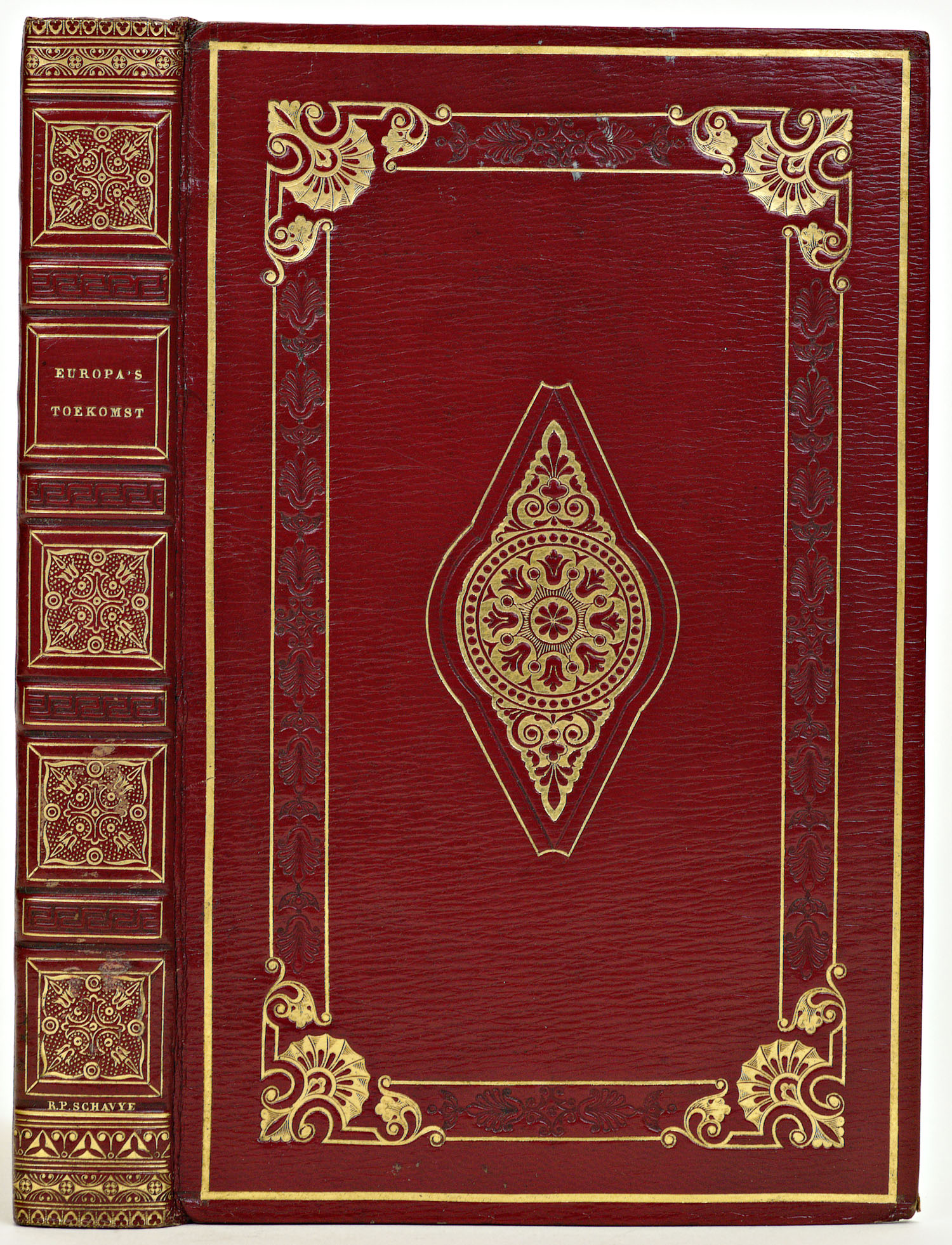
Reliure réalisée entre 1828 et 1833
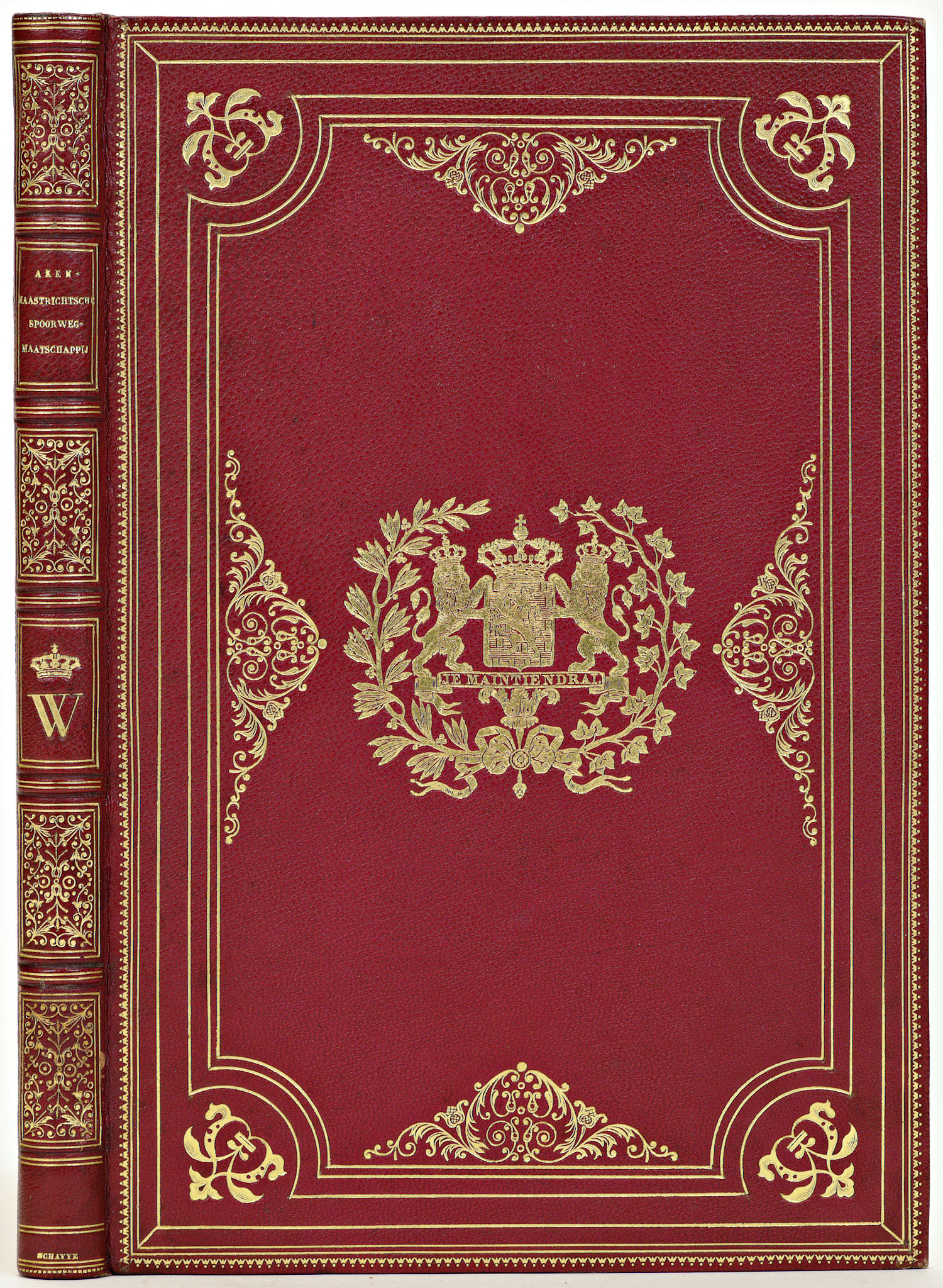
Reliure rouge aux armes, 1846
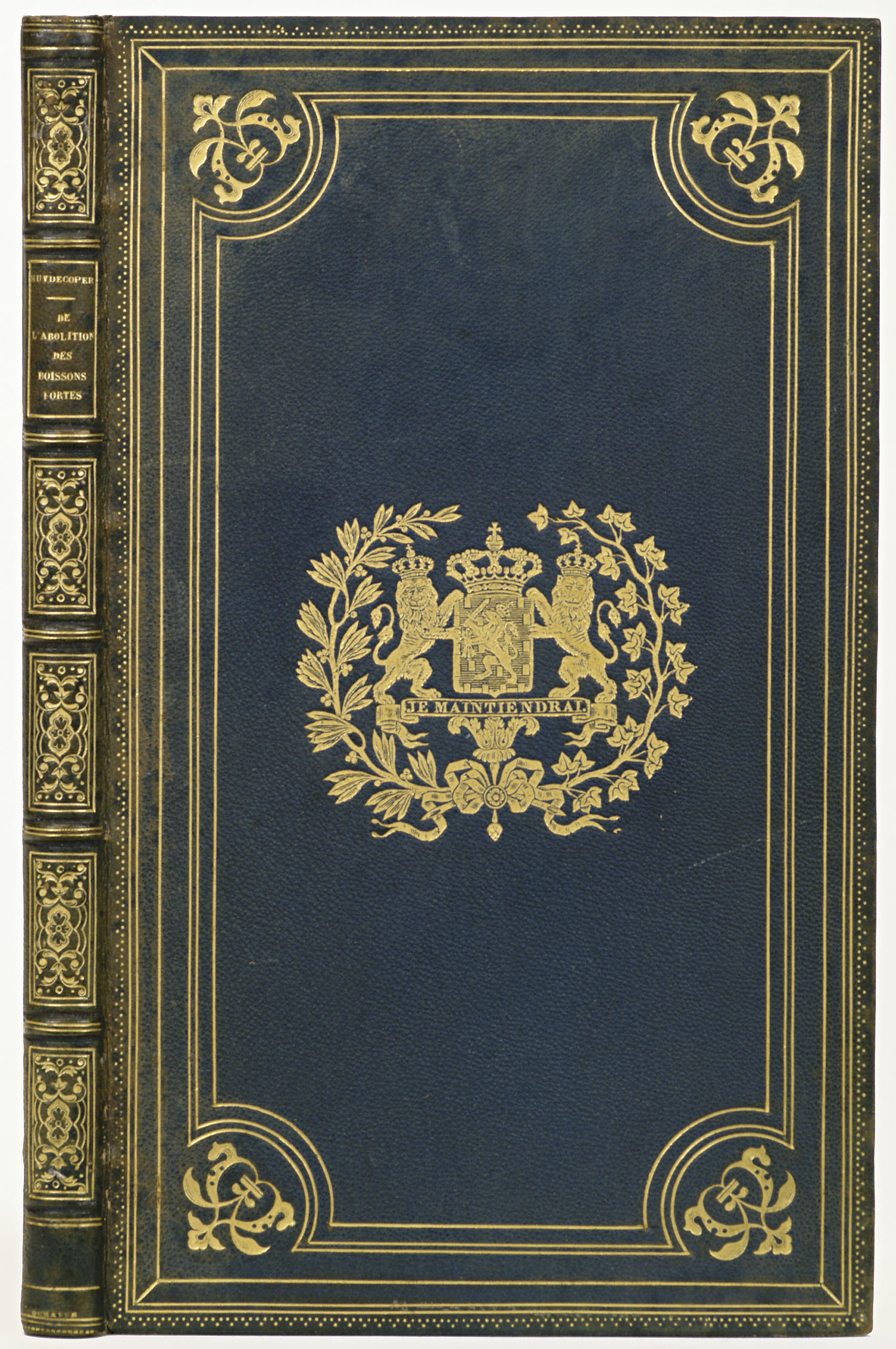
Reliure aux armes, 1847